# Терновец, Борис Николаевич
Бори́с Никола́евич Тернове́ц (1884—1941) — советский искусствовед, первый директор Государственного музея нового западного искусства в Москве.

## Биография
Борис Николаевич Терновец родился 21 октября (по новому стилю — 2 ноября) 1884 года в городе Ромны (ныне — Сумская область Украины). В 1908 году окончил юридический факультет Московского университета, впоследствии учился на юридических факультетах Берлинского и Мюнхенского университетов. С 1907 года учился и работал в различных частных художественных школах Москвы, Мюнхена и Париже.
После установления Советской власти Терновец остался в Советской России. Принимал активное участие в проведении Ленинского плана монументальной пропаганды, получил вторую премию за проект памятника «Освобождённый труд». С 1919 по 1937 руководил Государственным музеем нового западного искусства в Москве. Сотрудничал со многими известными советскими деятелями искусства — Игорем Грабарём, Петром Кончаловским, Верой Мухиной, Матвеем Манизером, Петром Коганом, Павлом Муратовым, Василием Рождественским, Сергеем Меркуровым. Принимал активное участие в подготовке XIV Международной выставки искусств в Венеции. В настоящее время фонды личного происхождения Бориса Николаевича Терновца хранятся в Российском государственном архиве литературы и искусства, а также в Отделе Рукописей ГМИИ. 
Являлся автором ряда статей о творчестве советских художников, монографий и книг, посвящённых советской скульптуре и современному искусству зарубежья.
Скончался 4 декабря 1941 года, похоронен на Новодевичьем кладбище в Москве (участок 3, ряд 40, могила 7). 